# جاما وایرلس دوم
جاما وایرلس دوم (به انگلیسی: JMA Wireless Dome)، که پیش‌تر دوم کاریر (۱۹۸۰–۲۰۲۲) نامیده می‌شد، یک استادیوم گنبدی در سیراکیوز، نیویورک، ایالات متحده است. این استادیوم در محوطه دانشگاه سیراکیوز در محله یونیورسیتی هیل قرار دارد و خانه تیم‌های فوتبال، بسکتبال و لاکراس سیراکیوز اورنج است. در فصل ۲۰۰۶–۰۷، تیم بسکتبال زنان سیراکیوز اورنج نیز بازی‌های خانگی خود را در دوم کاریر برگزار کرد. در مه ۲۰۲۲، دانشگاه سیراکیوز اعلام کرد که شرکت کریر گلوبال کراپ دیگر حق نام‌گذاری این استادیوم را نخواهد داشت. تغییر نام به جاما وایرلس دوم در مه ۲۰۲۲ اعلام شد و این نخستین بار بود که نام استادیوم از زمان افتتاح آن در ۱۹۸۰ تغییر می‌یافت.
از زمان افتتاح در حدود ۴۵ سال پیش در سپتامبر ۱۹۸۰، تیم بسکتبال مردان سیراکیوز ۱۶ بار در انجمن ملی ورزشکاران دانشگاهی در آمار میانگین حضور تماشاگران رتبه اول را کسب کرده و رکوردهای این انجمن را برای بیشترین کل حضور تماشاگران در یک فصل (۵۳۷٬۹۴۹، ۱۹۹۰)، بیشترین میانگین حضور تماشاگران در یک فصل (۲۹٬۹۱۸، ۱۹۸۹)، و بزرگ‌ترین حضور تماشاگران در یک بازی خانگی (۳۵٬۶۴۲، ۲۰۱۹) به ثبت رسانده است.
جاما وایرلس دوم بزرگ‌ترین استادیوم گنبدی در میان تمامی استادیوم‌های دانشگاه‌ها و بزرگ‌ترین استادیوم گنبدی در شمال‌شرقی ایالات متحده به‌شمار می‌آید. همچنین، این استادیوم بزرگ‌ترین ورزشگاه بسکتبال موجود در محوطه دانشگاه در آمریکا است و ظرفیت آن ۳۵٬۶۴۲ نفر است. علاوه بر این، این مکان میزبان مسابقات فوتبال دبیرستانی قهرمانی‌های ایالتی، مسابقات سالانه قهرمانی گروه‌های ایالت نیویورک و کنسرت‌های گاه‌به‌گاهی است.

## تاریخچه
در اواخر دهه ۱۹۷۰، دانشگاه سیراکیوز تحت فشار بود تا امکانات فوتبال خود را بهبود بخشد تا به عنوان یک مدرسه فوتبال در انجمن ملی ورزشکاران دانشگاهی باقی بماند. استادیوم درون محوطه دانشگاه، استادیوم آرچبولد، که در سال ۱۹۰۷ افتتاح شده بود، در وضعیت مناسبی نبود. این استادیوم قابل گسترش نبود و در اوایل همان دهه، ظرفیت آن از ۴۰٬۰۰۰ صندلی به ۲۶٬۰۰۰ کاهش یافته بود که به دلیل اجرای پروتوکل‌های آتش‌نشانی الزامی بود. به همین دلیل، دانشگاه تصمیم به ساخت استادیوم جدیدی در محل استادیوم آرچبولد گرفت که به‌طور مناسب برای آب و هوای سرد منطقه، دارای سقف گنبدی از پوشش تفلون و فایبرگلاس بود.
در حالی که استادیوم در سال ۱۹۷۹ در محل استادیوم قبلی ساخته می‌شد، تیم فوتبال سیراکیوز «بازی‌های خانگی» خود را در سه مکان مختلف برگزار می‌کرد: استادیوم جینز در نیوجرسی، خانه تیم نیویورک جاینتز؛ استادیوم ریچ، خانه تیم بافلو بیلز؛ و زمین شوئلکف، خانه تیم کرنل بیگ رد. هنگامی که در سپتامبر ۱۹۸۰ ورزشگاه جدید افتتاح شد، لقب استادیوم «خانهٔ بلند» به آن داده شد. سقف گنبدی اولیه، که اکنون با سقف ثابت جایگزین شده، باعث می‌شد که صداهای تولید شده چندین بار پژواک کنند و بلندی صدا را درون استادیوم مضاعف نمایند. این استادیوم همچنین به خانه تیم بسکتبال مردان تبدیل شد و جایگزین استادیوم منلی فیلد هاوس شد.

### تقدیرها
در سال ۲۰۰۲، زمین بسکتبال به جیم بوهیم، مربی تیم بسکتبال مردان، تقدیم شد.
در سال ۲۰۰۹، پوشش زمین به ارن دیویس، اولین برنده سیاه‌پوست جایزه هایمن در سال ۱۹۶۱، تقدیم شد. اکنون در میدان، نوشته «میدان افسانه‌ای ارن دیویس» بین خطوط ۴۵ یاردی به چشم می‌خورد. شماره ۴۴ دیویس نیز در امتداد آن خط قرار گرفته است. این تقدیر در طول بازی مقابل تیم ویرجینیا غربی در ۱۰ اکتبر انجام شد.